# Theodor Berkelmann
Theodor Berkelmann, född 17 april 1894 i Le Ban-Saint-Martin, död 28 december 1943 i Posen, var en tysk SS-Obergruppenführer och general i polisen. Från 1938 till sin död 1943 innehade han olika poster som Högre SS- och polischef, en befattning i vilken han rapporterade direkt till Reichsführer-SS Heinrich Himmler.

## Biografi
Berkelmann deltog i första världskriget och uppnådde löjtnants grad. Efter krigsslutet gick han med i en frikår som anfördes av Bernhard von Hülsen. Freikorps Hülsen sattes bland annat in mot spartakisternas uppror i Berlin 1919 och mot polska upprorskämpar i Oberschlesien 1921. Under 1920-talet arbetade Berkelmann som köpman och 1930–1931 ägnade han sig åt lantbruk i Kanada.
År 1929 inträdde Berkelmann i Nationalsocialistiska tyska arbetarepartiet (NSDAP) och blev medlem i Schutzstaffel (SS) 1931. Året därpå utsågs han till Himmlers adjutant. I juni 1938 utsågs Berkelmann till Högre SS- och polischef i distriktet Elbe. De Högre SS- och polischeferna (Höhere SS- und Polizeiführer, HSSPF) kommenderade Ordnungspolizei, Gestapo, SS-Totenkopfverbände, Sicherheitsdienst (SD) och i viss utsträckning även Waffen-SS i sina respektive ämbetsområden. Efter att för en kort period ha varit Högre SS- och polischef i distriktet West med säte i Düsseldorf tillträdde han motsvarande post i Rhein-Westmark med högkvarter i Wiesbaden. I Lothringen företog Berkelmann en rasmässig undersökning för att bereda marken för en tysk kolonisation i området. Detta skedde på uppdrag av Himmler som var Reichskommissar für die Festigung deutschen Volkstums (RKFDV).
I september 1943 efterträdde Berkelmann Wilhelm Koppe som Högre SS- och polischef i Reichsgau Wartheland. Hans tid där blev dock inte långvarig, då han i slutet av december samma år avled av en hjärntumör.

### Privatliv
Berkelmann gifte sig den 29 september 1923 med Gertrud Josephine Paul. Paret fick 1933 dottern Renate. De skilde sig 1942 och Berkelmann gifte sig kort därefter med Gabriele von Finck-Wolffersdorff.

## Befordringshistorik
| Datum             | Tjänstegrad                                    |
| ----------------- | ---------------------------------------------- |
| 15 juni 1931      | SS-Standartenführer                            |
| 30 januari 1934   | SS-Oberführer                                  |
| 9 september 1934  | SS-Brigadeführer                               |
| 13 september 1936 | SS-Gruppenführer                               |
| 10 april 1941     | Generalleutnant der Polizei                    |
| 30 januari 1942   | SS-Obergruppenführer under General der Polizei |

## Utmärkelser
Theodor Berkelmanns utmärkelser
- Järnkorset av första klassen
- Järnkorset av andra klassen
- Krigsförtjänstkorset av första klassen med svärd
- Krigsförtjänstkorset av andra klassen med svärd
- Ärekorset (Ehrenkreuz für Frontkämpfer)
- Landesorden
- NSDAP:s partitecken i guld
- SS Hederssvärd
- Totenkopfring